# Huopan Shuiku
Huopan Shuiku (kinesiska: 活盘水库) är en reservoar i Kina. Den ligger i provinsen Fujian, i den sydöstra delen av landet, omkring 210 kilometer sydväst om provinshuvudstaden Fuzhou. Huopan Shuiku ligger 57 meter över havet. Arean är 0,88 kvadratkilometer. I omgivningarna runt Huopan Shuiku växer huvudsakligen savannskog. Den sträcker sig 1,6 kilometer i nord-sydlig riktning, och 1,3 kilometer i öst-västlig riktning.
Genomsnittlig årsnederbörd är 1 734 millimeter. Den regnigaste månaden är maj, med i genomsnitt 308 mm nederbörd, och den torraste är oktober, med 16 mm nederbörd.